# Madeleine Hogan
Madeleine Hogan (8 de desembre de 1988) és una atleta paralímpica d'Austràlia que competeix principalment en les proves de llançament de javelina de les categories F42/F46. Ha guanyat medalles de bronze als Jocs Paralímpics d'estiu de 2008 i als de 2012.1 Va representar a Austràlia als Jocs Paralímpics de Rio de Janeiro 2016 en atletisme.

## Vida personal
Hogan va néixer al suburbi de Ferntree Gully, a Melbourne, situat en la serralada de Dandenong, el 8 de desembre de 1988, sense la meitat inferior del seu braç esquerre. Té dos germans més petits, Brock i Courtney. A la seva adolescència, entre 2001 i 2006, Hogan va completar els anys 7 a 12 al Brentwood Secondary College a Glen Waverley ( Victòria ). Després de graduar-se, va estudiar Ciències de l'Exercici i de l'Esport a la Universitat de Deakin.

## Esports

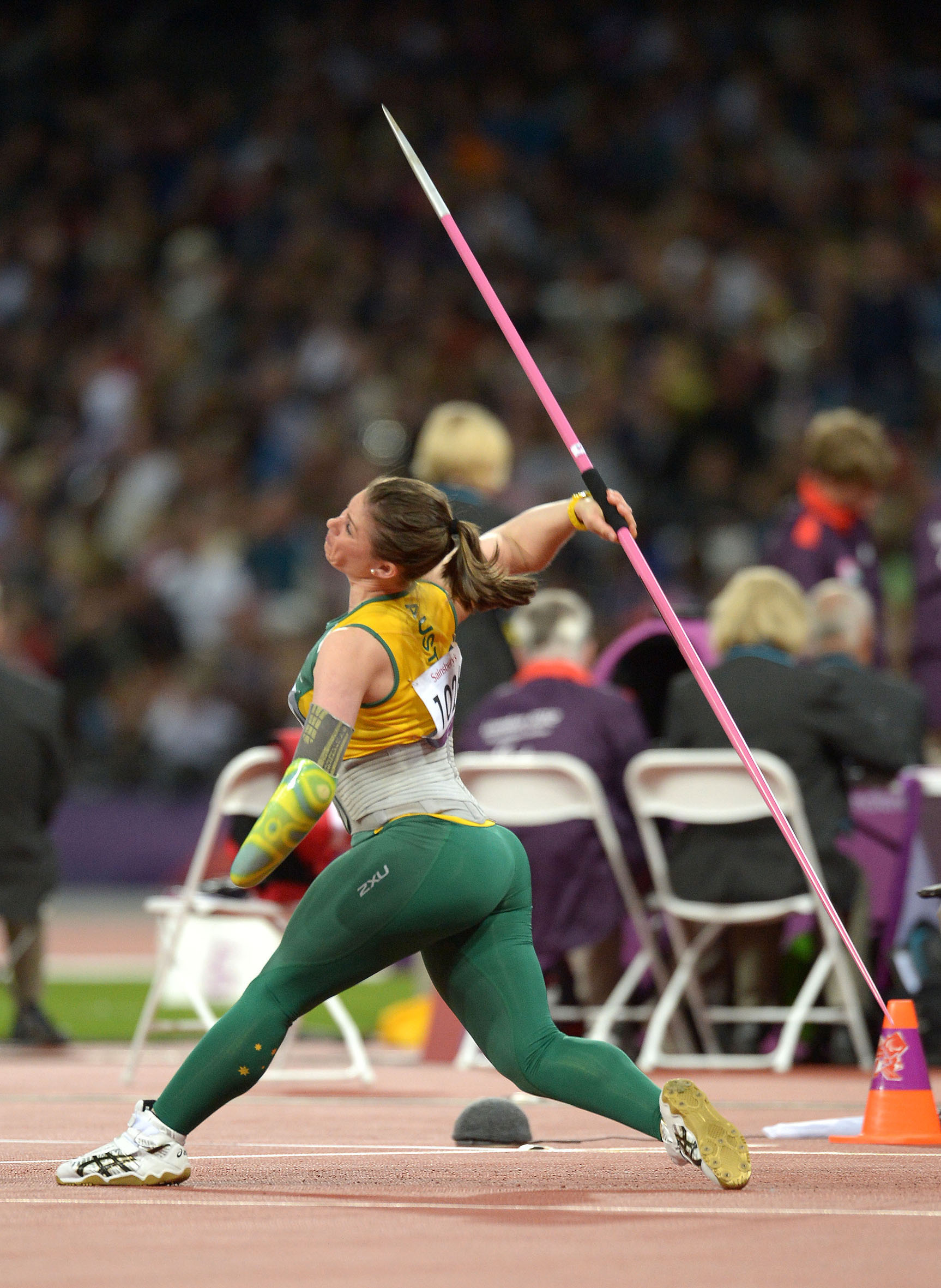
Hogan als Jocs Paralímpics de Londres 2012.

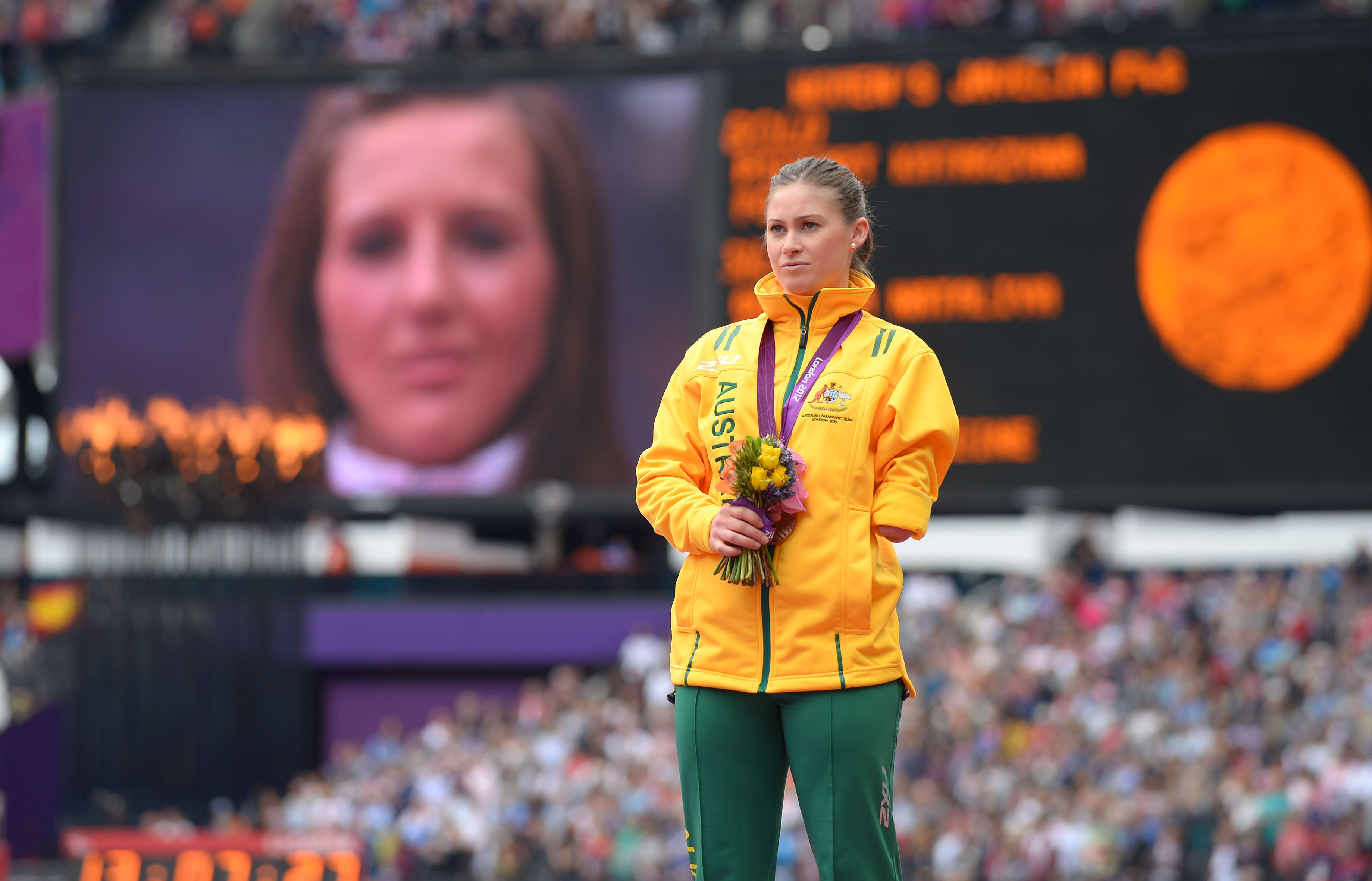
Hogan als Jocs Paralímpics de Londres 2012.

Hogan va estar molt involucrada en l'esport mentre era en l'escola i la seva habilitat va ser identificada en un dia de recerca de talent atlètic el 2005. Es va prendre l'atletisme seriosament a 2006. És membre del Knox Athletics Club de Melbourne.
Als Jocs Paralímpics de Pequín 2008, va guanyar la medalla de bronze a la categoria llançament de javelina  femenina F46. Abans dels Campionats Mundials d'Atletisme de l'IPC de 2011 a Christchurch, es va esquinçar un tendó en el seu braç dret de llançament però va superar la lesió per guanyar la medalla d'or en F46 de llançament de javelina femenina amb una distància de 37,79 m. El llançament guanyador d'Hogan va ser quatre metres millor que el dels seus rivals més properes Natalia Gudkova (33,65 m) de Rússia, en posició de plata, i Hollie Beth Arnold (32,45 m) de Gran Bretanya, en bronze. Als Jocs Paralímpics de Londres 2012, Hogan va guanyar una medalla de bronze en llançament de javelina femenina F46.
Es va veure obligada a retirar-se dels Campionats Mundials d'Atletisme de 2015 a Doha a causa de la ruptura del seu lligament encreuat anterior, mentre entrenava per a l'esdeveniment de javelina F47. Anteriorment s'havia trencat l'altre genoll.
Està entrenada per John Eden, i és becària de l'Institut Victorià d'Esports. Va representar a Victòria en el criquet als campionats nacionals sub19 com a jugadora de bolos i golf.
Des de la seva cirurgia de genoll a començaments de novembre de 2015 Hogan es va recuperar amb èxit de la rehabilitació i va competir als Jocs Paralímpics de Rio de Janeiro 2016. Es va classificar en cinquè lloc en el llançament de javelina F46. Després de l'èxit d'Hogan a Río de Janeiro, el 2 de maig de 2017, va anunciar el seu retir del sport.